# Perotis (Poaceae)
Perotis là một chi thực vật có hoa trong họ Hòa thảo (Poaceae).

## Loài
Chi Perotis gồm các loài: